# Андреас Фаельман
Андреас Фаельман (1898 — 10 квітня 1943) — естонський яхтсмен.
Бронзовий призер Олімпійських Ігор 1928 року в класі 6 метрів.